# قطار شهری هایلبرن
قطار شهری هایلبرن (آلمانی: Heilbronn Stadtbahn) سیستم قطار سبک شهری در هایلبرن، آلمان است.
این قطار شهری که در سال ۱۹۹۸ تأسیس شده دارای ۳ خط است.

## نگارخانه

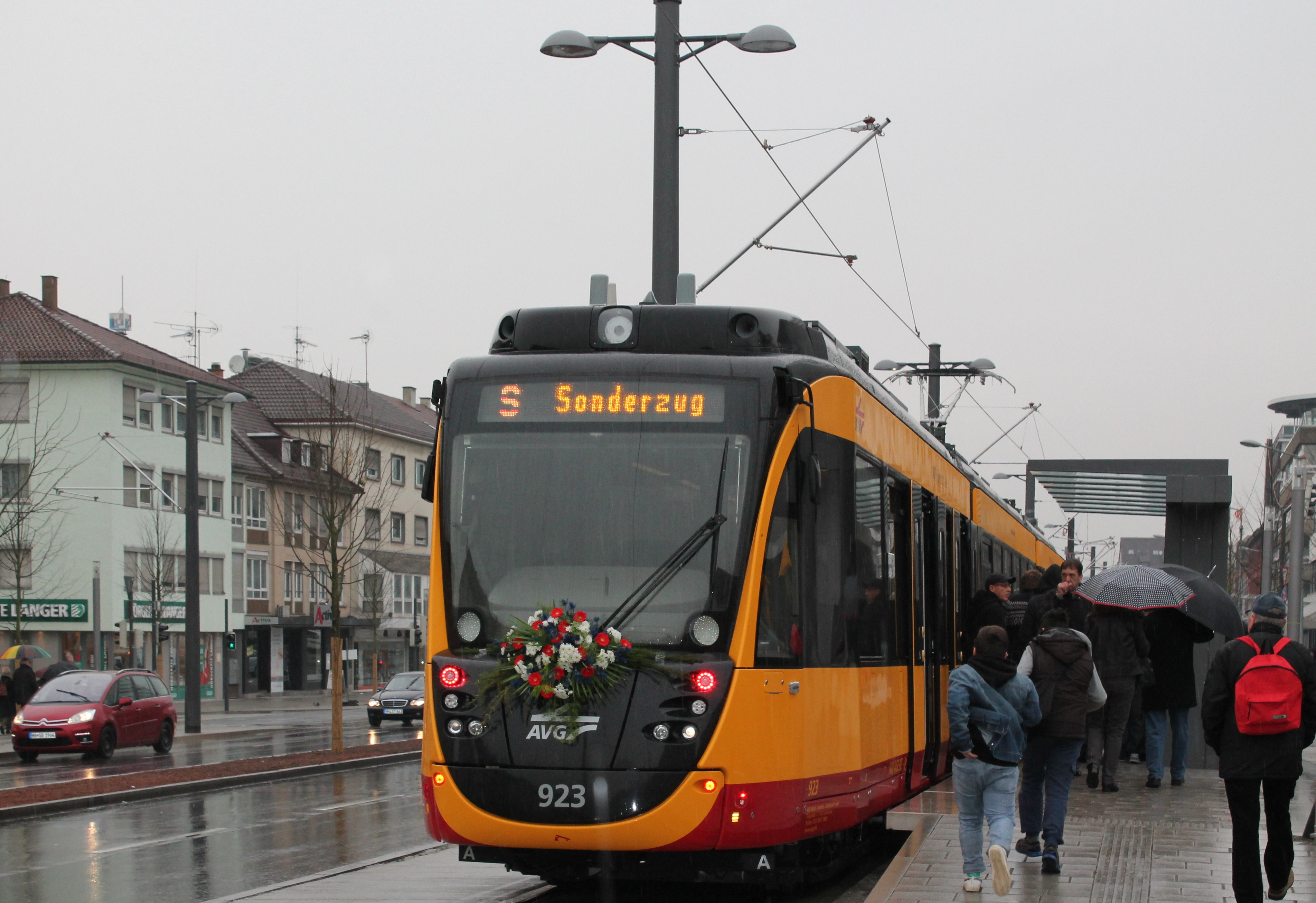
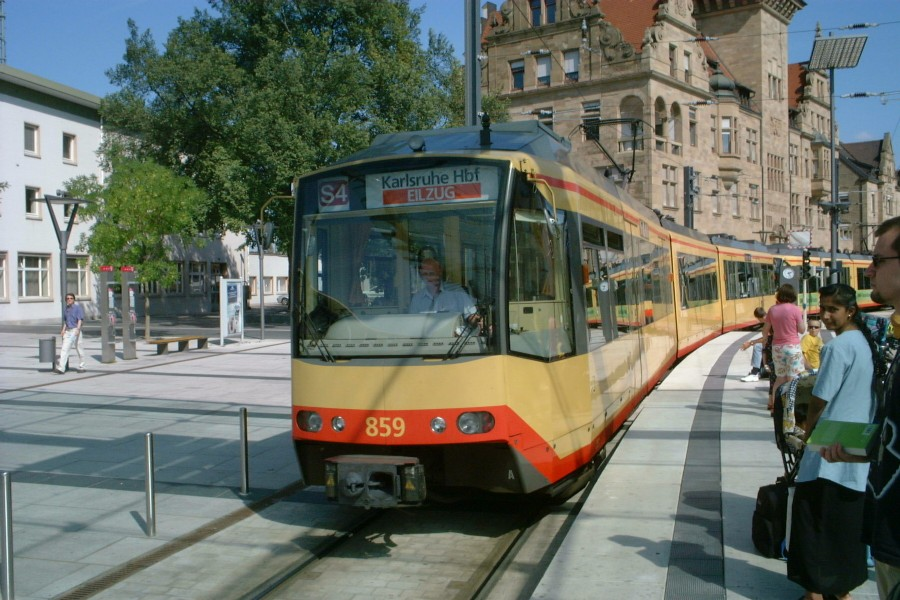
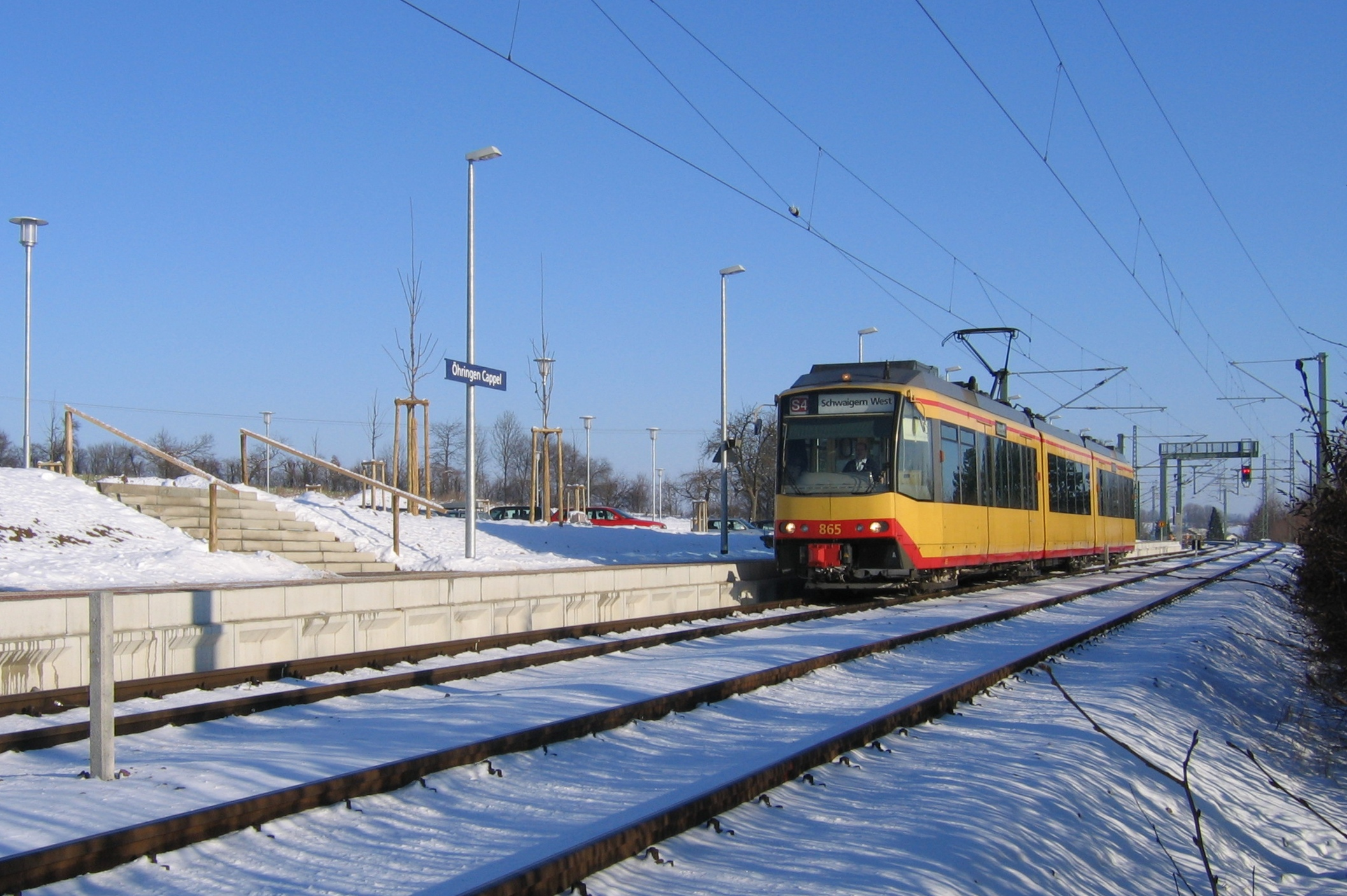